# Wolf 424
Wolf 424 é um sistema estelar binário composto por duas estrelas anãs vermelhas a uma distância de aproximadamente 14,2 anos-luz do Sol. Ele está localizado na constelação de Virgo, entre as estrelas ε Virginis e ο Virginis.

## Propriedades
A natureza binária desta estrela próxima foi descoberta pelo astrônomo Dirk Reuyl em 1941, com base em um alongamento da estrela encontrado em fotografias. As duas estrelas do sistema Wolf 424 orbita uma em torno da outra com um semieixo maior de 4,1 UA e uma excentricidade de 0,3. As estrelas têm um período orbital de 15,5 anos e tem uma magnitude aparente combinada de cerca de 12,5.
Wolf 424A é uma estrela anã vermelha fraca da sequência principal de aproximadamente 0,14 massas solares (147 vezes a massa de Júpiter) e um raio de 0,17 raios solares. Sua companheira, Wolf 424B, é uma estrela anã vermelha fraca da sequência principal de aproximadamente 0,13 massas solares (136 vezes a massa de Júpiter) e um raio de 0,14 raios solares. Elas são dois dos objetos mais escuros conhecidos na distância de 15 anos-luz do Sol. Em 1967, foi descoberto que as duas são estrelas eruptivas que sofrem aumentos aleatórios na luminosidade. O sistema foi designado de FL Virginis, e podem ter atividade de manchas solares. As estrelas podem sofrer variação no nível de atividade de seu brilho ao longo de períodos durante vários anos.